# Karl-G Prasse
Karl Gottfried Prasse (født 14. august 1929 i Hamborg, død 12. april 2018 i Værløse), var en dansk lingvist med focus på berbisk sprog.
Han beskæftigede sig især med tuaregisk sprog der primært tales i Niger og Mali.
For dette sprog har han udarbejdet et skriftsprog og udarbejdet en komplet grammatik.
Prasse tog magisterkonferens i ægyptologi 1956 og forskede i hamito-semitiske sprog og specialiserede sig tidligt i berberisk og arabiske dialekter (Kairo-dialekt) med særligt fokus på berbersproget tuaregisk. Han virkede som lektor i berberisk og arabiske dialekter ved Københavns Universitet 1969-1996.[kilde mangler]
Skolen l'École touarègue de K.G. Prasse i Amätältal i Niger er opkaldt efter ham.
I 2008 fik han tildelt Det kgl. danske Videnskabernes Selskabs guldmedalje for sin forskning i tuaregisk.
Prasse blev født i Hamborg af en tysk mor og dansk far. 
Efter den nazistiske magtovertagelse valgte forældrene at flytte til Tønder hvor Karl-G Prasse voksede op med sin lillesøster i et tresproget hjem med dansk, tysk og sønderjysk.
Han blev i 1959 gift med Bodil Andersen. Parret boede i Værløse og  fik to børn.

### Hovedværker
- 1972-1973-1974-2009: Manuel de grammaire touarègue (Hoggar-dialekt) 1-4.
- 1989-1990: Poésies touarègues de l'Ayr, 1) tuaregisk tekst 2) fransk oversættelse
- 2003: Dictionnaire touareg-français 1-2 (Älqamus tëmazhëq-tëfränsist)

### Udvalgte artikler
- Karl-G Prasse (1. januar 1970), "Les affixes personnels du verbe berbère (Touareg)", Acta Orientalia, 27: 12, doi:10.5617/AO.5255, Wikidata  Q123248592
- Ernest T. Abdel-Massih; Motie Ibrahim Hassan; Karl-G Prasse (januar 1976), "In-Nâs Wil-Malik: People and King; Folk Tales in the Cairene Dialect in Roman Transcription", American Oriental Society. Journal, 96 (1): 153, doi:10.2307/599939, Wikidata  Q123248632